# Shooting High
Shooting High (br: Chutando Alto) é um filme estadunidense de 1940 dirigido por Alfred E. Green e estrelado por Jane Withers, Gene Autry, e Marjorie Weaver.

## Elenco
- Gene Autry ...Will Carson
- Jane Withers ...Jane Pritchard
- Marjorie Weaver ...Marjorie Pritchard
- Frank M. Thomas ...Calvin Pritchard
- Robert Lowery ...Bob Merritt
- Kay Aldridge ...Evelyn Trent
- Hobart Cavanaugh ...Constable Clem Perkle
- Jack Carson ...Gabby Cross
- Hamilton MacFadden ...J. Wallace Rutledge
- Charles B. Middleton ...Hod Carson
- Ed Brady ...Mort Carson
- Tom London ...Eph Carson
- Eddie Acuff ...Andy Carson
- Pat O'Malley ...Lem Pritchard
- George Chandler ...Charles Pritchard
- Champion ...Cavalo de Gene (sem créditos)

## Trilha sonora
- "Wanderers" (Felix Bernard, Paul Francis Webster) por Gene Autry e Jane Withers
- "Shanty of Dreams" (Gene Autry, Johnny Marvin) por Gene Autry e Jane Withers
- "Only One Love in a Lifetime" (Gene Autry, Johnny Marvin, Harry Tobias) por Gene Autry
- "Little Old Band of Gold" (Gene Autry, Charles Newman, Fred Glickman) por Gene Autry
- "On the Rancho with My Pancho" (Harry Akst, Sidney Clare)
- "Bridal Chorus (Here Comes the Bride)" (Richard Wagner)